# Suspenso erótico
El suspenso erótico, también llamado thriller erótico, es un subgénero cinematográfico definido como una película de suspenso (thriller), con un argumento basado en el romance ilícito o la fantasía erótica. Aunque la definición exacta del suspenso erótico puede variar, en general se acepta que "el peligro corporal y el placer deben permanecer en estrecha proximidad, y ser igualmente importantes para la trama". La mayoría de los filmes de este género contienen escenas de sexo no explícito y desnudos, aunque la frecuencia y explicitud de las mismas puede variar de una película a otra.
Los filmes de suspenso erótico surgieron como género propio a finales de la década de 1980, impulsados por el éxito alcanzado por Atracción fatal en 1987y prolongándose hasta principios de la década de 1990. Las películas de estudio de este "periodo clásico", como Bajos instintos de Paul Verhoeven, fueron éxitos de taquilla, dirigidas por directores de renombre y protagonizadas por actores de alto nivel. La popularidad del género dio lugar a una lucrativa industria artesanal para los florecientes mercados del vídeo casero y la televisión por cable. Entre 1985 y 2005, la oleada de thrillers eróticos producidos directamente en vídeo dio lugar a más de 700 películas. A finales de los 90, la saturación del mercado, el cansancio del público, los cambios culturales y el auge de Internet provocaron un declive en la popularidad del género y en el volumen de producción.

## Definición
Según la profesora de cine británica Linda Ruth Williams, "los filmes de suspenso erótico son historias noiristas de intriga sexual que incorporan alguna forma de criminalidad o duplicidad, a menudo como pretexto para el porno blando en pantalla".
La sintaxis predominante que da forma a estas películas combina un atractivo romántico y "erótico" con una peligrosa narrativa de " suspenso", un principio de "placer/peligro". —Nina K. Martin, Sexy Thrills: Undressing the Erotic Thriller.
El cine de suspenso contiene otros subgéneros aparte del cine negro policíaco y el misterio criminal, incluyendo el suspenso psicológico, o historias de suspenso con romances ilícitos y obsesiones sexuales. Así, el suspenso erótico participa en varios géneros y estilos cinematográficos a la vez, como el cine negro, el romántico, el gótico y el suspenso, tomando elementos narrativos y estilísticos de cada uno de ellos. Dado que el suspenso erótico combina varios géneros, puede resultar difícil definir una fórmula exacta. Aunque los académicos y escritores sobre el tema encapsulan la película de suspenso erótico de manera diferente, la superposición del suspenso, el romance y el cine softcore es el dominio único del suspenso erótico.

## Características del género

### La mujer fatal
El personaje de la mujer fatal (del francés femme fatale; una mujer seductora, misteriosa y atractiva) es habitual en muchas películas de suspenso erótico. Villanas, incluso letales, las mujeres fatales manipulan y atrapan a los personajes masculinos, a veces controlándolos por completo. Ya sea "la gélida Catherine Tramell (Sharon Stone) en Bajos instintos o la brusca Bridget (Linda Fiorentino) en La última seducción... [estos arquetipos] tienden a ser alegremente promiscuos... Estas mujeres rechazan activamente la domesticidad en todas sus formas, diciendo con desdén que 'odian a los niños pequeños' y ejerciendo profesiones intimidantes y de gran poder, como corredoras de bolsa y novelistas".
La representación más evidente de la mujer fatal es el personaje de Rebecca Carlson, interpretado por Madonna en El cuerpo del delito (1993). En el juicio por el asesinato de su amante, un fiscal describe a Rebecca como "no [diferente] de una pistola o un cuchillo o cualquier tipo de arma". En el thriller erótico, la dinámica de poder se subvierte cuando las mujeres fatales "convierten a los hombres en juguetes maleables, y el remate de casi todas estas películas gira en torno a una idea: Los hombres son básicamente estúpidos, cegados por el sexo e indefensos ante él".
La mujer fatal del suspenso erótico tomó forma en "el contexto de lo que el sexólogo y sociólogo alemán Volkmar Sigusch denominó la 'revolución neosexual', 'una tremenda transformación cultural y social de la sexualidad durante las décadas de 1980 y 1990'". Los movimientos feministas de las décadas de 1960 y 1970 se tradujeron en mayores oportunidades socioeconómicas para las mujeres de la década de 1980; así, las mujeres fatales del suspenso erótico "encarnan flagrantemente las ansiedades masculinas ante la floreciente independencia financiera y profesional de las mujeres". Aunque estos personajes femeninos ejercían agencia y poder, normalmente se limitaban a utilizar sus cuerpos y su sexualidad como armas. Además, en algunas películas el protagonista masculino acaba triunfando sobre la mujer fatal, sometiendo la amenaza que ella representa.

### El crédulo
La contraparte de la mujer fatal es el "tipo crédulo" (fall guy), un hombre que es fácilmente manipulado por la mujer fatal. El crédulo suele ser sexualizado también, y algunas películas presentan desnudos masculinos frontales además de desnudos femeninos, como en las películas American Gigolo, El color de la noche y Criaturas salvajes. El crédulo, que suele trabajar en una profesión de cuello blanco, ve a la mujer fatal como "un portal o acompañante... para pasar de un mundo de normalidad al mundo del noir o del suspenso erótico".

## Orígenes
El suspenso erótico se ha interpretado como un descendiente directo del cine negro de las décadas de 1940 y 1950, un género de suspenso ejemplificado por elegantes películas policíacas y de misterio que explora los oscuros bajos fondos de la Norteamérica posterior a la Segunda Guerra Mundial. Fuego en el cuerpo (1981), una de las primeras películas del periodo clásico del suspenso erótico, se inspiró a su vez en la película de cine negro Pacto de sangre (1944). "La estrella de Fuego en el cuerpo, Kathleen Turner, sostenía que fue precisamente porque [el reparto y el equipo] trabajaban en un marco del viejo Hollywood por lo que pudieron salirse con la suya con la explicitud sexual que marcaría el tono de la década siguiente: 'El cine negro tiene una formalidad y una forma. Su forma tan familiar permitió que el público aceptara más fácilmente el audaz contenido que le presentábamos'".

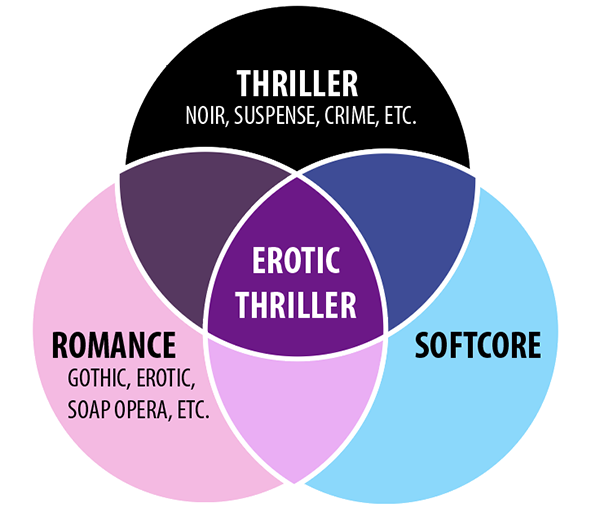
El suspenso erótico como un híbrido entre la narrativa de suspenso, historia romántica y película de porno suave.

Sin embargo, mirar el suspenso erótico únicamente a través de la lente del cine negro puede resultar engañoso. El suspenso erótico también tiene sus raíces en el género de misterio, el género de terror, el cine de arte europeo y la pornografía. Vestida para matar (1980), de Brian De Palma, otra película erótica de principios de los 80, contiene varias referencias directas a la película de terror psicológico Psicosis (1960), de Alfred Hitchcock. Aunque las clasificaciones R, los estrenos en cines y los actores notables diferencian el suspenso erótico de la pornografía, tanto el suspenso erótico como la pornografía "presentan escenas de sexo a intervalos regulares, y en los filmes de suspenso erótico de bajo presupuesto, la trama, como en el porno, puede ser principalmente un pretexto para el sexo". Esta proximidad con la pornografía es una de las razones del "éxito popular del suspenso erótico, y probablemente una de las razones de que haya sido ignorado por la crítica como género".
Otros antecesores del suspenso erótico son la novela romántica, la telenovela estadounidense (soap opera) y la fantasía gótica. Las películas softcore suelen ser romances de algún tipo, y el género tiene una larga tradición, sobre todo en Europa. Directores como Radley Metzger (Therese e Isabelle, 1968), Joseph Sarno (Inga, 1968) y Just Jaeckin (Emmanuelle, 1974) fueron pioneros influyentes del cine softcore-romántico. Sus películas de "sexplotación de medio pelo " situaban las historias de deseo femenino en un lugar central, y prepararon el terreno para el resurgimiento del porno blando en la década de 1990.

## Periodo clásico (1980-1990)
Cacería, de William Friedkin, y las ya mencionadas Vestida para matar y Fuego en el cuerpo marcaron el comienzo de la edad de oro del suspenso erótico a principios de los ochenta. Los años siguientes estuvieron plagados de títulos como Doble cuerpo (1984), Al filo de la sospecha (1985) y 9 semanas y media (1986).
Atracción fatal, de 1987, se consideró el primer éxito visible del género, ya que obtuvo un gran éxito comercial y de la crítica. La película era una mezcla entre acción y thriller psicológico con breves escenas de porno blando y romance ilícito. Atracción fatal, que permaneció ocho semanas en el número 1 de la taquilla, recaudó más de 320 millones de dólares en todo el mundo, lo que la convirtió en la película más taquillera de aquel año. Esperando replicar el éxito de la película, los estudios de Hollywood estrenaron una serie de películas de suspenso erótico en los años siguientes, entre ellas Labios ardientes (1990), Presunto inocente (1990), La noche de los cristales rotos (1991), Durmiendo con el enemigo (1991), Un beso antes de morir (1991), Juegos de adultos (1992), Mujer soltera busca (1992), Crímenes de amor (1992), Falsa seducción (1992), Hiedra venenosa (1992), Análisis final (1992), Daños corporales (1993), Veneno en la piel (1993), Propuesta indecente (1993), La última seducción (1994) y El color de la noche (1994).
Bajos instintos, dirigida por Paul Verhoeven y escrita por Joe Eszterhas, se estrenó con gran éxito y polémica en 1992. Con una sexualidad y una violencia manifiestas, incluida una trama que presenta a una mujer bisexual como una psicópata asesina, la película se considera la apoteosis del género. Aunque recibió críticas dispares, fue un gran éxito de taquilla, ya que recaudó 352 millones de dólares en todo el mundo. Al año siguiente, Acosada intentó repetir el éxito con el mismo guionista, Eszterhas, y la misma protagonista, Sharon Stone. Aunque a Acosada le fue aún peor con la crítica, también se estrenó en el número 1 de la taquilla. Acoso sexual, dirigida por Barry Levinson, obtuvo un éxito considerable en 1994. La película, que trata de un informático (interpretado por Michael Douglas, su tercera película del género) acosado sexualmente por su superior femenina y antigua amante (interpretada por Demi Moore), recaudó 214 millones de dólares de un presupuesto de 50 millones.

### Mercado DTV (directo para vídeo)
Este periodo clásico tuvo lugar en pleno auge del mercado de alquiler de películas de vídeo y del mercado mundial de la televisión por cable. A lo largo de la década de 1980, estos dos nuevos mercados, denominados en conjunto "directo para vídeo" (direct-to-video o DTV), se convertirían en una lucrativa alternativa no destinada a las salas de cine para los productores de películas de bajo presupuesto y clasificación R. En muchos casos, el mercado DTV mantendría una relación simbiótica con las películas de los grandes estudios.
Cadenas de alquiler de vídeos como Blockbuster contribuyeron decisivamente a la popularidad del género. Dado que Blockbuster no vendía películas no clasificadas, como parte de su imagen orientada a las familias, las películas DTV podían satisfacer la demanda de contenidos dirigidos a adultos, pero sin caer en la pornografía explícita. Gerry Weber, antiguo director de operaciones de Blockbuster, afirmó que "las películas de suspenso erótico [DTV] ocupaban los primeros puestos" entre todos los géneros disponibles para alquiler.
A lo largo de la década de 1980, la televisión por cable fue ampliando y diversificando su atractivo para el público adulto. En 1980, Cinemax (propiedad de HBO) lanzó una programación de 24 horas. Poco después, Showtime hizo lo mismo con The Movie Channel. Temiendo la publicidad negativa asociada a la sexplotación tradicional, estos canales de cable premium buscaban y desarrollaban activamente una programación para adultos que pudiera ser, en palabras de un miembro del equipo de programación de HBO, "picante pero no obscena".
Con presupuestos más reducidos que las películas de estudio y estrellas de menor renombre, el mercado DTV se volvió enormemente rentable. Entre 1985 y 2005 se produjeron más de 700 películas de suspenso erótico DTV. Sólo por su tamaño, el suspenso erótico DTV debe considerarse uno de los mayores movimientos cinematográficos específicamente estadounidenses del siglo XX. Ambos tipos de mercado para el suspenso erótico se solapaban, pero no competían, y cada uno se nutría del otro desde el punto de vista financiero y artístico. Los éxitos de taquilla de suspenso erótico aumentaron las ventas de los pequeños productores, que vendían sus películas a los mercados de televisión digital destacando las similitudes entre sus películas y las de las grandes productoras.
Una película que sirvió de prototipo de éxito y catalizador en este nuevo mercado fue Night Eyes (1990). Shannon Tweed, Tanya Roberts, Andrew Stevens, Joan Severance, Tané McClure, Martin Hewitt, Jan-Michael Vincent y Shannon Whirry se convirtieron en intérpretes notables de películas DTV. Axis Films International y Prism Entertainment fueron las productoras más destacadas. La primera produjo más de 30 títulos de suspenso erótico DTV, utilizando un elenco rotativo de cineastas a lo largo de diez años. Entre estos directores se encontraban Gregory Dark, Zalman King y Jag Mundhra. Aunque a King se le asocia sobre todo con películas románticas eróticas, el director dejó un sello inconfundible en el género con sus películas Seducción de dos lunas (1988), Orquídea salvaje (1989) y Diarios de zapatos rojos (1992), que es también el título de su serie de televisión por cable de larga duración consistente en largometrajes eróticos con protagonistas femeninas.
En 1994, el Chicago Tribune informó de que los "thrillers eróticos" (término que, según Leonard Maltin, "ni siquiera existía hace 15 años") y las películas de acción eran los dos géneros DTV de mayor éxito. En 1993, el género fue parodiado en la comedia Distracción Fatal.

### Aspectos culturales
Se ha dicho que la popularidad del suspenso erótico durante los años ochenta y principios de los noventa refleja el miedo cultural al SIDA, ya que el auge del género coincidió con los primeros años de la pandemia. Aunque pocas películas abordaban el sida directamente, "sólo a finales de los 80 y los 90 (tras las guerras del sexo, con el sida como telón de fondo y en medio de debates públicos cada vez más tensos sobre políticas de género) el placer y el dolor lograron entrelazarse de forma tan cautivadora en el cine". A diferencia de las películas pornográficas de los años setenta, que encarnaban la ética del "placer sin remordimientos", "el suspenso erótico ofrecía placer con un precio... la pérdida de vidas humanas".

## Período postclásico
1995 se considera el hipotético punto final del periodo clásico del suspenso erótico, ya que ese año se produjeron los mayores fracasos de taquilla de dos esperados largometrajes de gran presupuesto, Showgirls y Jade, ambos escritos por Eszterhas. Aunque Showgirls no se puede calificar fácilmente de suspenso erótico, fue un reencuentro muy publicitado de Eszterhas con Verhoeven, director de Bajos instintos, cuya reputación como pioneros del género precedió a la película. Jade, dirigida por William Friedkin y protagonizada por Linda Fiorentino en el papel de mujer fatal, sólo recaudó 9.851.610 dólares en la taquilla norteamericana. Los desastres económicos y de crítica que provocaron estas películas hicieron que los estudios descartaran los suspensos eróticos (y otras películas de temática similarmente atrevida) por considerarlos un riesgo. Aunque Bajos instintos se considera la cumbre del suspenso erótico, hay quien sostiene que también supuso la desaparición del género. El escritor Nicholas Barber opinó que la película "llevó todos los aspectos del suspenso erótico a extremos tan escandalosos que ya no había ningún lugar adonde pudiera llegar una película en la misma línea".
Algunas películas de mediados y finales de los noventa fueron alabadas por elevar el género, a pesar de no igualar el éxito comercial que alcanzó Bajos instintos. El liquidador, Exotica y Chloe, del canadiense Atom Egoyan, se aprovechan de la percepción del público de lo que debe ser un suspenso erótico por la complejidad y profundidad de su trama. Inseparables y Crash, de David Cronenberg, impulsan el género hacia un futuro cercano, donde el sexo, la obsesión y el deseo erótico se desarrollan en escenarios hipermodernos mediados por tecnologías potencialmente destructivas.
Bound (1996), el debut cinematográfico de las hermanas Wachowski, fue la primera gran película del género en presentar una relación lésbica tras Bajos instintos. Sin embargo, a diferencia de Bajos instintos, que fue muy criticada por su representación negativa de lesbianas y bisexuales, Bound fue elogiada por ofrecer un retrato realista de una relación lésbica que no estaba pensada para la mirada masculina. Otras películas que recibieron elogios por su subversión de los tropos habituales del suspenso erótico fueron la sátira mediática Todo por un sueño (1995), de Gus Van Sant, y Sueños, misterios y secretos (2001), de David Lynch.
Ojos bien cerrados (1999), fue otra de las películas de gran repercusión de finales de los noventa debido a su afamado director, Stanley Kubrick, y a sus protagonistas (la entonces pareja Nicole Kidman y Tom Cruise). Aunque contenía elementos del género del suspenso erótico, algunos críticos consideraron que su tono serio y su mensaje conservador se alejaban de la emoción y el entretenimiento de las películas de la época clásica.

## Respuesta negativa
A principios del siglo XXI, el género del suspenso erótico quedó prácticamente obsoleto. Una de las principales razones citadas para justificar la muerte del género en su apogeo es Internet. La creciente disponibilidad de pornografía en línea en la década de 1990 disminuyó la importancia del género. Además, a finales de los 90, el propio éxito del suspenso erótico en la era DTV contribuyó a su colapso. Un exceso de "películas T&A" de producción barata que ofrecían espectáculo sexual y abundantes desnudos, pero poco más, empezó a saturar el mercado, diluyendo los lucrativos acuerdos de preventa con distribuidoras extranjeras y haciendo que los presupuestos de los suspensos eróticos se redujeran a casi un tercio o menos de lo que eran a principios de los noventa. A medida que se reducían los presupuestos, también lo hacían los salarios de los actores, la calidad de la imagen y los calendarios de rodaje. Las películas familiares adquirieron más importancia en el mercado DTV, a medida que los minoristas almacenaban más copias de películas taquilleras en lugar de más títulos. Por estas razones, muchos de los pioneros del suspenso erótico, como Axis Films International y Prism, abandonaron el mercado tras sentirse frustrados o quebraron por completo.
Los cineastas de suspenso erótico también han aludido a un panorama cultural cambiante. Paul Verhoeven, el director original de Bajos instintos, consideró que el fracaso en taquilla de la secuela Bajos instintos 2 se debió a que en 2006 los Estados Unidos eran más conservadores. Verhoeven explicó: "Miren a la gente de arriba [del gobierno]. Vivimos bajo un gobierno que está constantemente imponiendo los valores cristianos. Y el cristianismo y el sexo nunca han sido buenos amigos".
El escritor Rich Juzwiak se refirió a los factores culturales que contribuyeron a la desaparición del género:
En cierto modo, el suspenso erótico ya no era necesario porque había dejado de responder a los temores e intereses del público. Aunque el SIDA sigue cobrándose demasiadas vidas, la disponibilidad de la terapia antirretroviral de gran actividad (TARGA) convirtió el VIH en una enfermedad controlable para muchas personas con acceso a ella. La TARGA empezó a comercializarse en 1996, un año después del fracaso de Showgirls y Jade.
En las décadas transcurridas desde el auge del suspenso erótico, la economía del cine también ha cambiado enormemente. Uno de los efectos del giro de Hollywood hacia las franquicias de gran presupuesto es la aversión "al negocio de hacer dramas de personajes de presupuesto medio que pueden o no incluir vínculos físicos". Como escribe Carlee Gomes,
Nos encontramos con un panorama en el que las películas que algorítmicamente se considera que tienen más posibilidades de éxito reciben más recursos y presupuestos de marketing, mientras que los proyectos más arriesgados, los proyectos que podrían atraer a un número más pequeño de personas en lugar de a la totalidad de los cuatro cuadrantes, a menudo se ignoran o reciben una financiación insuficiente, o van directamente a streaming, o se convierten en serializados de alguna manera. Y las escenas de sexo no atraen a los cuatro cuadrantes, ¿verdad?, teniendo en cuenta que los cuatro cuadrantes incluyen a los niños como grupo demográfico clave, junto con el resto del público que va al cine.
Otra razón que se alega para justificar la reacción negativa contra el género es la falta de diversidad delante y detrás de la cámara. Aunque ha habido algunas excepciones, como las películas Trois, dirigidas por Rob Hardy, o En carne viva, de Jane Campion, la mayoría de las películas de suspenso erótico están escritas y dirigidas por hombres blancos.
Además, el movimiento #MeToo ha cambiado la dinámica en las producciones cinematográficas para que los actores y actrices se sientan menos presionados a hacer escenas de desnudos y se sientan con más poder para abogar por sí mismos ante situaciones potencialmente explotadoras.

## Evolución del género
En la actualidad, en Estados Unidos y el Reino Unido se hacen pocas películas de suspenso erótico, por lo que muchas películas de este género han quedado relegadas al cine arte europeo y asiático. Ejemplos más recientes se centran en la sexualidad gay, como la película francesa El extraño del lago (2013) y la surcoreana La doncella (2016). Paul Verhoeven estrenó su película francesa de suspenso erótico Benedetta en el Festival de Cannes de 2021.
Los filmes de suspenso erótico también prosperan en tres mercados muy diferentes: la televisión femenina, el cine negro independiente y Bollywood.
Lifetime, Hallmark Movies & Mysteries y Passionflix producen un torrente de filmes de suspenso sensuales, que empujan a las protagonistas femeninas a sombríos confines de deseo peligroso, como Dating to Kill (2019), Psycho Escort (2020), Deadly Seduction (2021), Fatal Memory (2022)), etc. En los últimos años, los títulos de estas películas se han vuelto tan descaradamente escabrosos como los de muchos suspensos eróticos tardíos, y los filmes han empezado a explorar un territorio sexualmente más explícito.
En las décadas de 2000 y 2010 se rodaron películas de suspenso erótico con protagonistas no blancos, como Asunder (1999), las películas Trois dirigidas por Rob Hardy (2002-2004), Obsesionada (2009), Cercana Obsesión (2015), Cuando se rompe la rama (2016) y Fatale (2020).
A principios de la década de 2000, algunos títulos clásicos de suspenso erótico DTV, como Body Chemistry (1990), Animal Instincts (1992) y Secret Games (1992), empezaron a aparecer en YouTube con el encabezamiento de la Junta Central de Certificación Cinematográfica de la India, lo que indicaba que la antigua postura antipornográfica del país no se extendía a los filmes de suspenso con calificación R de la era DTV, y que la base de fans de los filmes de suspenso erótico en la India podía ser amplia. Hasta el día de hoy, las películas de suspenso erótico de Bollywood incluyen Jism (2003), Aitraaz (2004), Hawas, la trilogía Murder (2004-2013), la tetralogía Hate Story (2012-2018) y Wajah Tum Ho (2016).
Entre los últimos títulos de suspenso erótico protagonizados por actores y actrices de Hollywood se encuentra Mío o de nadie (2017), en la que Rosario Dawson aparece como coprotagonista. Aunque se esperaba que la saga cinematográfica Cincuenta sombras reviviera el género, las películas fueron muy criticadas por su falta de química y por la representación del BDSM y el consentimiento. La trilogía 365 días de Netflix (365 días, 365 días: Aquel día y 365 días más) recibió una acogida muy negativa y críticas similares a las de la serie Cincuenta sombras por su representación de la violencia sexual y por tratar su relación tóxica central como romántica.
En una entrevista con Vulture, un antiguo ejecutivo anónimo de desarrollo de un importante servicio de streaming describió el reto de hacer películas de suspenso erótico en la actualidad. El ejecutivo declaró: "Hace unos años se hizo un gran esfuerzo por encontrar proyectos que fueran modernos y a la vez recordaran a los suspensos eróticos de antaño. Y, francamente, había muy pocos que cumplieran ambos requisitos. Que en un entorno post-Me Too dieran la sensación de estar haciendo un guiño a las costumbres actuales y a los pánicos morales del momento, y que al mismo tiempo estuvieran en consonancia con los objetivos de un thriller erótico. Los cuales son tanto entretener como, hasta cierto punto, provocar".
A medida que la televisión se ha convertido en una forma de arte, muchos han argumentado que las escenas de sexo gráfico que antes se limitaban al suspenso erótico han migrado a los programas de televisión de los canales de cable premium y los servicios de streaming. Bridgerton, de Netflix, I May Destroy You, Euphoria y The Idol, de HBO, y Normal People, de Hulu, cuentan todos con escenas gráficas de desnudos.
Las películas Atracción fatal y American Gigolo serán relanzadas como series de televisión en Paramount+ y Showtime, respectivamente. De la primera, la productora de Paramount Nicole Clemens dijo que el reboot televisivo dará "una visión de 360 grados, dimensionalizando los personajes de [Alex, Dan y Beth], metiéndose realmente en su piel y examinando la psicología".
Un puñado de películas recientes han intentado revitalizar el género, entre ellas The Voyeurs (2021), una película en la línea del suspenso erótico voyeurista, así como las películas de 2022 Deep Water (dirigida por el pionero del género Adrian Lyne) y Don't Worry Darling (dirigida por Olivia Wilde). Como resultado, algunas publicaciones consideran que el suspenso erótico ha experimentado un resurgimiento en popularidad en los últimos años. The Voyeurs estaba planeada para ser la primera de una serie de "películas sexys para una cita nocturna" de Amazon Prime con la intención de revitalizar el género del suspenso erótico, pero a pesar de que la película funcionó bien para el servicio de streaming, esos planes al parecer fueron abandonados.